# Cuphodes tridora
Cuphodes tridora är en fjärilsart som beskrevs av Edward Meyrick 1911. Cuphodes tridora ingår i släktet Cuphodes och familjen styltmalar.
Artens utbredningsområde är Seychellerna. Inga underarter finns listade i Catalogue of Life.